# Tekken 2
Tekken 2 (яп. 鉄拳2 Тэккэ́н Цу:, «Железный кулак 2») — вторая игра в одноименной серии игр. Все персонажи из Tekken возвращены (за исключением Джека, которого заменил Джек-2 в этой игре). Восемь новых персонажей были добавлены в список (включая Джека-2). В игре представлены 25 игровых персонажей. Выпущенный на аркадных автоматах в 1995 году, впоследствии и для PlayStation в 1996 году по всему миру, игра была хорошо принята. Эта игра мгновенно стала бестселлером, что дало большое преимущество Namco на рынках консолей и аркадных автоматов. В течение 24 недель было продано 3 000 000 копий игры для платформы PlayStation, а в день открытия продаж 250 000 копий, что стало рекордным числом на тот момент.

## Сюжет
Итогом первого турнира стало то, что Кадзуя победил Хэйхати в финальном поединке и в конце игры сбросил его с той же скалы, с которой упал сам в пятилетнем возрасте. Империя Мисима перешла, соответственно, в руки Кадзуи, который правил достаточно жёстко, и вывел империю в ранг особо опасного преступного синдиката.
Прошло 2 года, Кадзуе стало известно о том, что его отец всё ещё жив. Но Хэйхати из соображений личной безопасности не показывался, поэтому Кадзуя сам решил вывести отца на свет, организовав второй турнир Железного кулака, на который попадает ещё один ключевой персонаж игры — Дзюн Кадзама. Девушка работает в некоем подразделении экологической полиции, и направилась на турнир с целью арестовать Кадзую за контрабанду животных. Далее сценаристы не потрудились объяснить обстоятельства их встречи, которая оказалась интимной, поэтому фанаты могут строить множество догадок и предположений. Но впоследствии в финал турнира попадает Хэйхати, который побеждает как своего сына, так и Дьявола, вселившегося в Кадзую. После победы, Мисима-старший сбрасывает страховки ради своего сына прямо в вулкан, и знать ничего не знает о том, что скоро у него появится ещё один потомок. Дзюн после событий Турнира, возвращается на Якусиму, свою родину, где у неё рождается сын, Дзин Кадзама.

## Рецензии и оценки
| Русскоязычные издания | Русскоязычные издания |
| Издание               | Оценка                |
| --------------------- | --------------------- |
| «Страна игр»          | 5 из 5                |

Игровой портал Gamespot, который дал игре 9,2 из 10 баллов, похвалил графику игры и четкость движения моделей. IGN, который оценил игру 9 из 10, также высоко оценил графику игры и источники света.

### Влияние
По словам Дэвида Кейджа, боевая система Omikron: The Nomad Soul вдохновлялась Tekken 2.